# Plestiodon inexpectatus
Plestiodon inexpectatus is een hagedis uit de familie skinken (Scincidae).

## Naamgeving
Plestiodon inexpectatus werd voor het eerst wetenschappelijk beschreven door Edward Harrison Taylor in 1932. Er is nog geen Nederlandstalige naam voor deze soort, die lange tijd behoorde tot het geslacht Eumeces. Oorspronkelijk werd de naam Eumeces inexpectatus gebruikt en onder deze naam is de skink nog steeds in veel literatuur bekend.
De soortaanduiding inexpectatus betekent vrij vertaald 'onverwacht'. Deze naam slaat waarschijnlijk op het feit dat deze soort lange tijd als een populatie van andere soorten werd gezien, tot het ineens een aparte soort bleek te zijn.

## Uiterlijke kenmerken
Plestiodon inexpectatus bereikt een totale lichaamslengte van ongeveer 14 tot 22 centimeter. De staart is langer dan het lichaam, dat tot maximaal 9 bijna cm lang wordt.
De lichaamskleur is bruin tot donkerbruin, met van de neuspunt tot bijna aan de staartpunt vijf dunne, lichtere strepen, waarvan de middelste meestal iets dunner is. Het is een typisch kenmerk dat bij alle dieren voorkomt, maar toch zijn ze moeilijk te onderscheiden van andere soorten skinken.

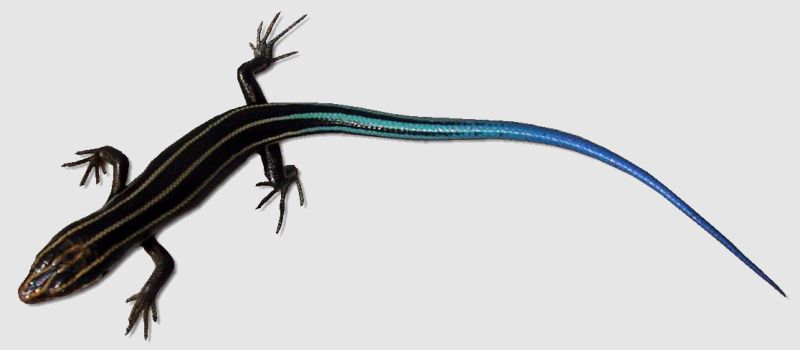
Juveniel met blauwe staart.

Deze soort wordt in de Engelse taal wel met zuidoostelijke vijfstreepskink aangeduid, maar er zijn meer soorten die hier vijf strepen hebben, zoals de gestreepte skink (Plestiodon fasciatus).
Van andere skinken die vijf strepen hebben, is Plestiodon inexpectatus te onderscheiden aan de schubben onder de staart. Deze zijn bij deze laatste namelijk allemaal gelijkvormig, in tegenstelling tot die van de andere soorten.
Jongere skinken zijn ongeveer 6,5 centimeter lang als ze uit het ei kruipen en hebben vaak een zwarte basiskleur en iets bredere strepen, na enige tijd wordt de zwarte kleur bruin. De strepen kleuren naar de kop toe oranje en bij sommige exemplaren blijft deze kleur aanwezig zodat de kop bruinoranje is. De juvenielen zijn het eenvoudigst te herkennen aan de knalblauwe tot -paarse staartpunt. Vroeger werd wel gedacht dat de hagedis giftig was voor mensen. De opvallende staartkleur dient echter om eventuele belagers zoals roofvogels af te leiden van de kop. De staart kan worden afgeworpen, wat caudale autotomie wordt genoemd.

## Levenswijze
Plestiodon inexpectatus is eierleggend, per legsel worden drie tot tien eieren afgezet in rottende houtblokken en dergelijke. De jongen zijn na ongeveer een maand volledig ontwikkeld, waarna ze uit het ei sluipen. De moeder verlaat niet meteen het nest als de eitjes zijn afgezet zoals voorkomt bij veel andere hagedissen. Ze blijft de eitjes bewaken tegen roofdieren, waaronder andere soorten skinken. Op het menu staan insecten en andere ongewervelden zoals spinnen.

## Verspreiding en habitat

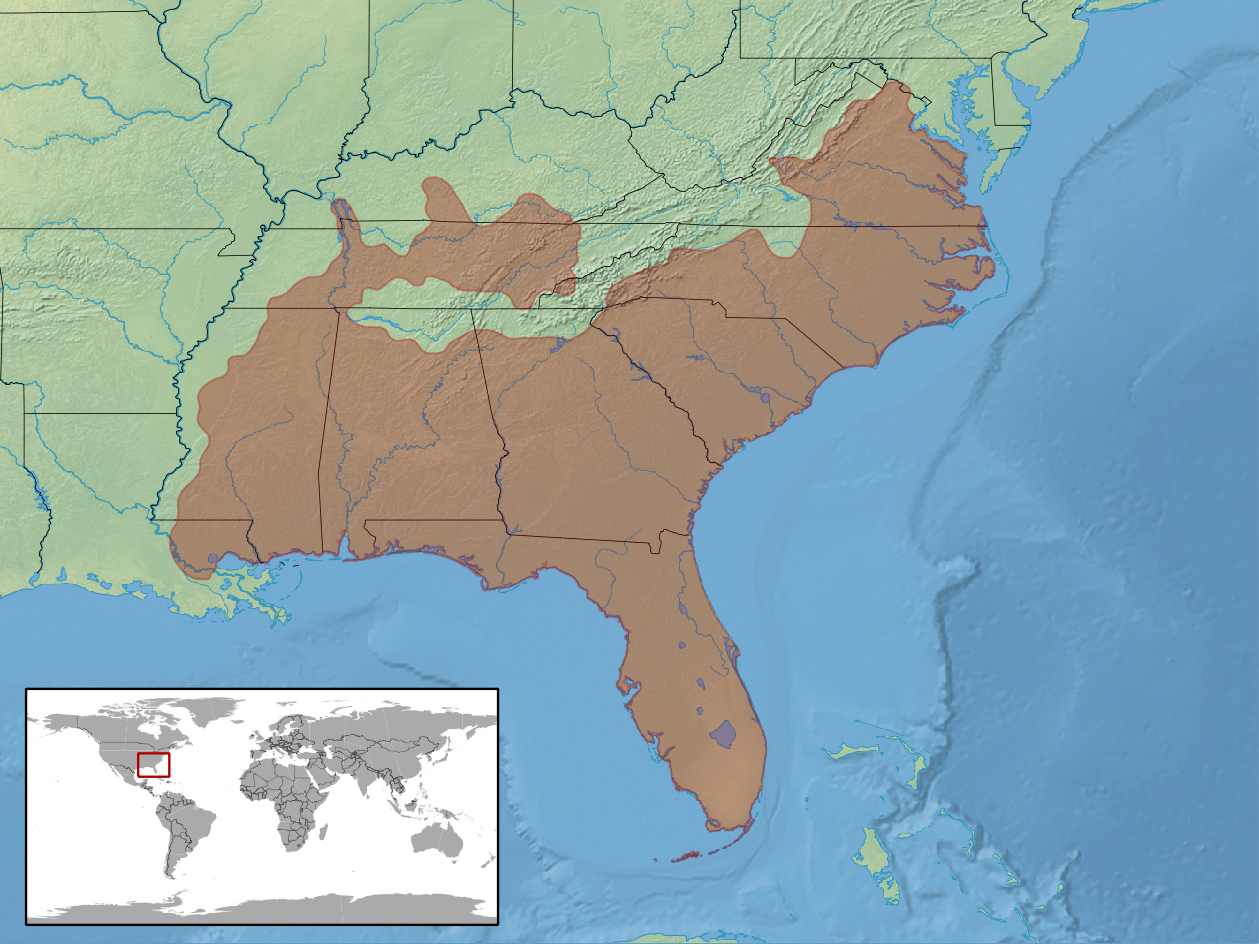
Verspreidingsgebied in het bruin.

Deze skink leeft in het zuidoosten van de Verenigde Staten en komt voor in de staten Alabama, Florida, Georgia, Louisiana, Maryland, Mississippi, North Carolina, South Carolina, Tennessee en Virginia.
De habitat bestaat uit de strooisellaag van begroeide gebieden maar ook in schralere zanderige gebieden en in verlaten gebouwen kan de soort worden aangetroffen. Zelfs op kleine eilandjes voor de kust die nauwelijks begroeiing hebben en waar zoet water ontbreekt zijn een geschikte habitat.
Door de internationale natuurbeschermingsorganisatie IUCN wordt de skink als 'veilig' beschouwd (Least Concern of LC).